# ريك هولبرووك
ريك هولبرووك (بالإنجليزية: Rick Holbrook) هو رباع أمريكي، ولد في 28 مايو 1948 في شيكاغو في الولايات المتحدة، وتوفي بنفس المكان في 23 ديسمبر 2007.

## وصلات خارجية
- ريك هولبرووك على موقع أوليمبيديا (الإنجليزية)